# Арсенян, Ашот Егишеевич
Ашот Егишеевич Арсенян (арм. Աշոտ  Արսենյան) (12 ноября 1960, село Гндеваз Азизбековского района, Армянская ССР) — бывший мэр Джермука и владелец компании «Джермук Групп».
- 1980—1982 — служба в советской армии.
- 1982—1984 — работал закупщиком на автобазе N 6 г. Джермука.
- 1985—1986 — начальник Джермукской станции Суренаванской нефтебазы.
- 1986 — окончил Ереванский университет технического прогресса строительства. Техник-строитель.
- 1986—1988 — заместитель главного врача санатория N 4 г. Джермука.
- 1988 — заместитель главного врача по хозяйственной части Джермукского курортобъединения.
- 1993 — директор завода минеральных вод Джермук.
- 1996 — был мэром города Джермук, а в 1999 и 2002 — переизбирался.
- С 1999 — председатель-учредитель ЗАО «Джермук Групп».
- Почетный член правления Союза промышленников и предпринимателей Армении, общественной организации «Еркир Наири».
- 25 мая 2003 — член постоянной комиссии по государственно-правовым вопросам НС. Член фракции РПА. Член партии РПА.
- 28 июня 2018 объявил о выходе из фракции и партии РПА[3].

## Награды
- Медаль «За заслуги перед Отечеством» II степени (24 сентября 2015 года) — за активную поддержку в организации и проведении мероприятий, посвящённых 100-летию Геноцида армян[4]